# Hold On (Good Charlotte)
Hold On is een nummer van de Amerikaanse rockband Good Charlotte uit 2003. Het is de vierde single van hun tweede studioalbum The Young and the Hopeless.
"Hold On" is een anti-zelfmoord nummer. De bandleden van Good Charlotte kregen veel brieven van jonge fans die schreven hoe slecht hun levens waren, en dat ze aan zelfmoord dachten. Met de tekst wil de band deze fans bemoedigen en aanmoedigen toch door te gaan met hun leven, omdat er toch nog genoeg is om voor te leven en zelfmoord niets oplost. Zanger Benji Madden was naar eigen zeggen erg begaan met deze fans.
Het nummer bereikte een bescheiden 63e positie in de Amerikaanse Billboard Hot 100. In het Nederlandse taalgebied bereikte de plaat de hitlijsten niet.